# برنادت راستنکاوسکی
برنادت ماریان راستنکاوسکی-والوویتز (به انگلیسی: Bernadette Maryann Rostenkowski-Wolowitz) شخصیتی خیالی در سریال تئوری بیگ بنگ است که توسط ملیسا راوش اجرا می‌شود. او یک میکروبیولوژیست و همسر هاوارد والوویتز است. برنادت یک زن جوان باهوش، کوتاه‌قد، بی رحم و اغلب رقابتی است که گاهی شخصیت خوب و دوستانه‌ای از خود نشان می‌دهد.
برنادت در ابتدا برای تأمین مخارج دانشگاهش، در رستوران پیش‌خدمت و همکار پنی است. در انتهای فصل ۴ او از تز دکترایش دفاع می‌کند و موفق به کسب دکترای میکروبیولوژی می‌شود. پنی، برنادت را به هاوارد معرفی می‌کند. در ابتدای آشنایی، به نظر می‌رسد که این دو با هم نمی‌سازند و وجه مشترکی ندارند، اما وقتی متوجه می‌شوند که هر دو مادر غیرقابل‌تحملی دارند، احساس می‌کنند که با هم وجه مشترک دارند. در فصل ۳ آن‌ها با هم به هم می‌زنند، در فصل ۴ دوباره با هم دوست می‌شوند. در اواخر فصل ۴ با هم نامزد می‌کنند و در آخرین قسمت فصل ۵، ازدواج می‌کنند.